# Mall of Montenegro
Mall of Montenegro је тржни центар који се налази у Подгорици. Отворен је 23. септембра 2010. Иако је највећи тржни центар у Црној Гори, биљежи знатно слабију посећеност од тржног центра Delta City.

## Историја
Тржни центар садржи наткривену пијацу (Зелени базар), хотел Рамада и сам тржни центар. Цијели комплекс је изграђен на локацији некадашње отворене пијаце, као јавно-приватно партнерство између општине Подгорица и турске компаније Гинтас.
Тржни центар се налази у улици Братства и јединства, која је уједно и главна магистрална саобраћајница сјевер-југ Подгорице, и дио је европских рута Е65 / Е80. Цео комплекс има укупну површину од 58.0000 2, док је бруто закупна површина тржног центра 17.000 2.
Поред Зеленог базара, највећи закупац је велики супермаркет Mercator. Истакнуте продавнице у тржном центру су Levi Strauss & Co., Sergio Tacchini, Office Shoes, Intersport и друге. Тржни центар такође има куглану, кафиће, простор за продају брзе хране, дечије игралиште и забавни парк. Подземна гаража опслужује цијели комплекс.
Иако је највећи тржни центар у Подгорици, по бруто изграђеној површини, од отварања има сталних проблема са слободним мјестима, јер је Delta City шопинг центар већ заситио мало црногорско тржиште, а има и јаче присуство међународних брендова одеће. Тако се Delta City тренутно сматра тржним центром вишег ранга.